# Klasični licej (Italija)
Klasični licej (italijansko liceo classico) je srednja šola druge stopnje v italijanskem izobraževalnem sistemu. Zagotavlja nepoklicno izobraževanje, namenjeno kasnejšemu dostopu do univerze in vseh fakultet, ki jih ta lahko ponudi.
| Predmet                                                                               | I. bienij | I. bienij | II. bienij in V. letnik | II. bienij in V. letnik | II. bienij in V. letnik |
| Predmet                                                                               | I.        | II.       | III.                    | IV.                     | V.                      |
| ------------------------------------------------------------------------------------- | --------- | --------- | ----------------------- | ----------------------- | ----------------------- |
| Slovenski jezik in književnost 1 Lingua e letteratura slovena                         | 4         | 4         | 4                       | 4                       | 4                       |
| Italijanski jezik in književnost Lingua e letteratura italiana                        | 4         | 4         | 4                       | 4                       | 4                       |
| Latinski jezik in književnost Lingua e cultura latina                                 | 5         | 5         | 4                       | 4                       | 4                       |
| Grški jezik in književnost Lingua e cultura greca                                     | 4         | 4         | 3                       | 3                       | 3                       |
| Tuji jezik in književnost (angleščina) Lingua e cultura straniera                     | 3         | 3         | 3                       | 3                       | 3                       |
| Zgodovina in zemljepis Storia e geografia                                             | 3         | 3         | -                       | -                       | -                       |
| Zgodovina Storia                                                                      | -         | -         | 3                       | 3                       | 3                       |
| Filozofija Filosofia                                                                  | -         | -         | 3                       | 3                       | 3                       |
| Matematika 2 Matematica                                                               | 3         | 3         | 2                       | 2                       | 2                       |
| Fizika Fisica                                                                         | -         | -         | 2                       | 2                       | 2                       |
| Naravoslovje 3 Scienze naturali                                                       | 2         | 2         | 2                       | 2                       | 2                       |
| Zgodovina umetnosti Storia dell'arte                                                  | -         | -         | 2                       | 2                       | 2                       |
| Gibalne in športne vede Scienze motorie e sportive                                    | 2         | 2         | 2                       | 2                       | 2                       |
| Katoliška vera ali alternativne dejavnosti Religione cattolica o attività alternative | 1         | 1         | 1                       | 1                       | 1                       |
| Skupno število ur tedensko                                                            | 27        | 27        | 31                      | 31                      | 31                      |

- 1 na šolah s slovenskim učnim jezikom v Gorici in Trstu
- 2 z računalništvom v prvih dveh letih
- 3 biologija, kemija, vede o Zemlji